# Orchestra (Eberhard Weber)
| Recensione | Giudizio |
| ---------- | -------- |
| AllMusic   |          |

Orchestra è un album in studio del bassista e compositore tedesco Eberhard Weber, registrato tra il maggio ed il giugno del 1988 presso i Tonstudio Bauer di Ludwigsburg e pubblicato lo stesso anno.

## Accoglienza
La recensione di AllMusic di Ron Wynn assegna all'album due stelle su cinque, affermando: «Un sound magnifico, però con poco contenuto "pure jazz"».

## Tracce
Tutte le composizioni di Eberhard Weber
1. Seven Movements – 12:20
2. Broken Silence – 1:59
3. Before Dawn – 5:23
4. Just a Moment – 2:35
5. Air – 4:16
6. Ready Out There? – 5:09
7. Too Early to Leave – 3:07
8. One Summer's Evening – 4:09
9. A Daydream – 3:22
10. Trio – 3:58
11. Epilogue – 4:01

## Formazione
- Eberhard Weber – contrabbasso, percussioni, tastiere
- Herbert Joos, Anton Jillich – flicorno soprano
- Rudolf Diebetsberger, Thomas Hauschild – corno francese
- Wolfgang Czelustra, Andreas Richter – trombone
- Winfried Rapp – trombone basso
- Franz Stagl – tuba